# 大平台 (秋田市)
大平台（おおひらだい）は秋田県秋田市にある地域名。郵便番号は010-1428。大平台一丁目から四丁目までで構成される。

## 概要
出羽国豊島郡大戸村と桜村の一部として成立。1889年に大戸村が上北手村に、桜村が下北手村となる。1954年に浜田村・豊岩村・仁井田村・四ツ小屋村とともに上下両村が秋田市に編入される。北は桜ガ丘、北東は下北手、南西は上北手に接する。ヴァンベール大平台として宅地分譲された。

## 施設
- コンビネーション遊具
- 大平台1丁目 公園
- 大平台四丁目街区公園
- もみの木公園

## 教育
域内に小中学校はなく、秋田市立桜小学校、秋田市立桜中学校の学区となっている。